# جيمس أ. ميرفي الثالث
جيمس أ. ميرفي الثالث (بالإنجليزية: James A. Murphy III)‏ هو محامي أمريكي، ولد في 1961.